# 桂文楽 (初代)
初代桂 文楽（かつら ぶんらく、生年不詳 - 安政4年6月26日（1857年8月15日））は、江戸末期の噺家（落語家）。

## 人物・略歴
- 芝金杉の魚屋・辰巳勇助の倅。
- 初代翁屋さん馬門下でさん遊、勇馬、房馬を名乗る。
- その後、上方へ赴き、大阪に移り住んでいた江戸の噺家の壽遊亭扇松の門下で扇勇となる。
- 初代文治の長女・幸（「こう」あるいは「ゆき」）は扇松の妻だったが、夫の死後、その弟子である扇勇に再嫁し、その縁によって1827年頃、扇勇は3代目文治を襲名し、江戸に戻る。
  - この3代目襲名の経緯に関しては他にも諸説あり、確定はできない。
- 一方の上方では、2代目文治の孫弟子に当たる桂九鳥が、後追いの形で3代目文治を名乗り、ここに文治の名跡は東西に分裂することとなる。
- 晩年の天保末頃、養子の初代桂才賀に文治の名跡を譲り、文治の「文」に可楽の「楽」を合わせて、初代桂文楽（一説には笑寿亭文楽）となる。
- 更に1851年9月には初代桂楽翁と改名。
- 翌年9月3日には落語家として初めて受領し、桂大和大掾藤原忠誠と名乗る。
- 三田に住み、西久保の光圓寺に葬られる。
- 妻・幸は1878年2月5日、6代目文治に見取られつつ死去。享年73。